# La vera storia di Frank Mannata
La vera storia di Frank Mannata è un film del 1969 diretto da Javier Setó. È stato anche l'ultimo film per Jeffrey Hunter, che morirà pochi mesi dopo le riprese del film, cioè il 27 maggio 1969.

## Trama
Anni '20, era del proibizionismo. Frank Mannata lascia la sua città per raggiungere i suoi fratelli Salvatore e Rossella a Chicago. Mannata, però decide di mettere i bastoni tra le ruote della malavita locale, per impadronirsi del traffico degli alcolici eliminando il boss Al Messina. Sposando un'americana Lucy Barret, Frank diventa potente da suscitare la rivalità con Dick O'Connor che uccide Salvatore e Rossella per costringerlo a venire a patti con lui che rifiuta. Frank si vendica, fingendo di cedere alle sue richieste, uccidendo O'Connor, ma muore nell'esplosione nella sua auto insieme a Lucy per mano degli uomini di Dick O'Connor.